# 北村実穂 (アナウンサー)
北村 実穂（きたむら みほ、1987年10月22日 - ）は、フリーアナウンサー・タレントで元三重テレビ放送のアナウンサー。

## 来歴
三重県鈴鹿市出身。高田高等学校、早稲田大学卒業。
大学を卒業後、2010年にキャストKSBパートナーズに所属。同社からの派遣で瀬戸内海放送 (KSB) の契約アナウンサーになり、高松本社の報道制作ユニットに配属された。同期に元同局契約アナウンサーの早川茉希がいる。
2014年1月末に瀬戸内海放送との契約を終了。同年3月21日から三重テレビの『とってもワクドキ!』や『ハピ3!』にタレントとして出演した後、10月1日付で同局のアナウンサーになった。タレント時代の半年間は奥瀬 実穂（おくせ みほ）名義で活動していたが、後に名義を北村 実穂へ戻している。
2018年9月26日に更新された三重テレビのアナウンサーブログで、同年秋に入籍したことを公表した。
2021年1月26日に産休入りのため、同日限りでの『Mieライブ』の一時休演を公表した。
2022年2月28日、2022年3月より産休・育休から復帰することをInstagramで明らかにした。
2024年3月27日、『Mieライブ』の放送内で同番組を卒業し三重テレビ退社を明らかにした。退社後も三重を拠点にフリーアナウンサー・タレントとして活動する。

## 担当番組

### 瀬戸内海放送
- KSBニュースView
- KSBスーパーJチャンネル
- 朝だ!生です旅サラダ（朝日放送） - 生中継リポーター（2010年8月21日 - 2013年6月29日、不定期出演）
- 最強!ドリーム百貨店（2011年10月 - 2014年1月）
- KSBうぃる

### 三重テレビ
- とってもワクドキ! - タレント時代から出演。金曜アシスタント（2014年4月4日から）兼第3金曜「サイコー！熊野古道 〜伊勢路をいく〜」リポーター（2014年3月21日から） → 月曜アシスタント兼「みえ歩」リポーター（2015年4月6日から） → 林家菊丸不在週の木曜司会（2016年4月28日から）
- ハピ3! - タレント時代から出演[7]。
- 三重テレビニュースウィズ
- Mieライブ（2019年4月3日 - 2021年1月26日・2022年4月6日 - 2024年3月27日） - 水曜メインキャスター